# Czernice Borowe
Czernice Borowe – wieś w Polsce położona w województwie mazowieckim, w powiecie przasnyskim, w gminie Czernice Borowe. Wieś ma status sołectwa Leży przy drodze wojewódzkiej nr 544.
Miejscowość jest siedzibą gminy Czernice Borowe oraz rzymskokatolickiej parafii św. Stanisława BM.
W latach 1975–1998 miejscowość administracyjnie należała do województwa ciechanowskiego.

## Zabytki

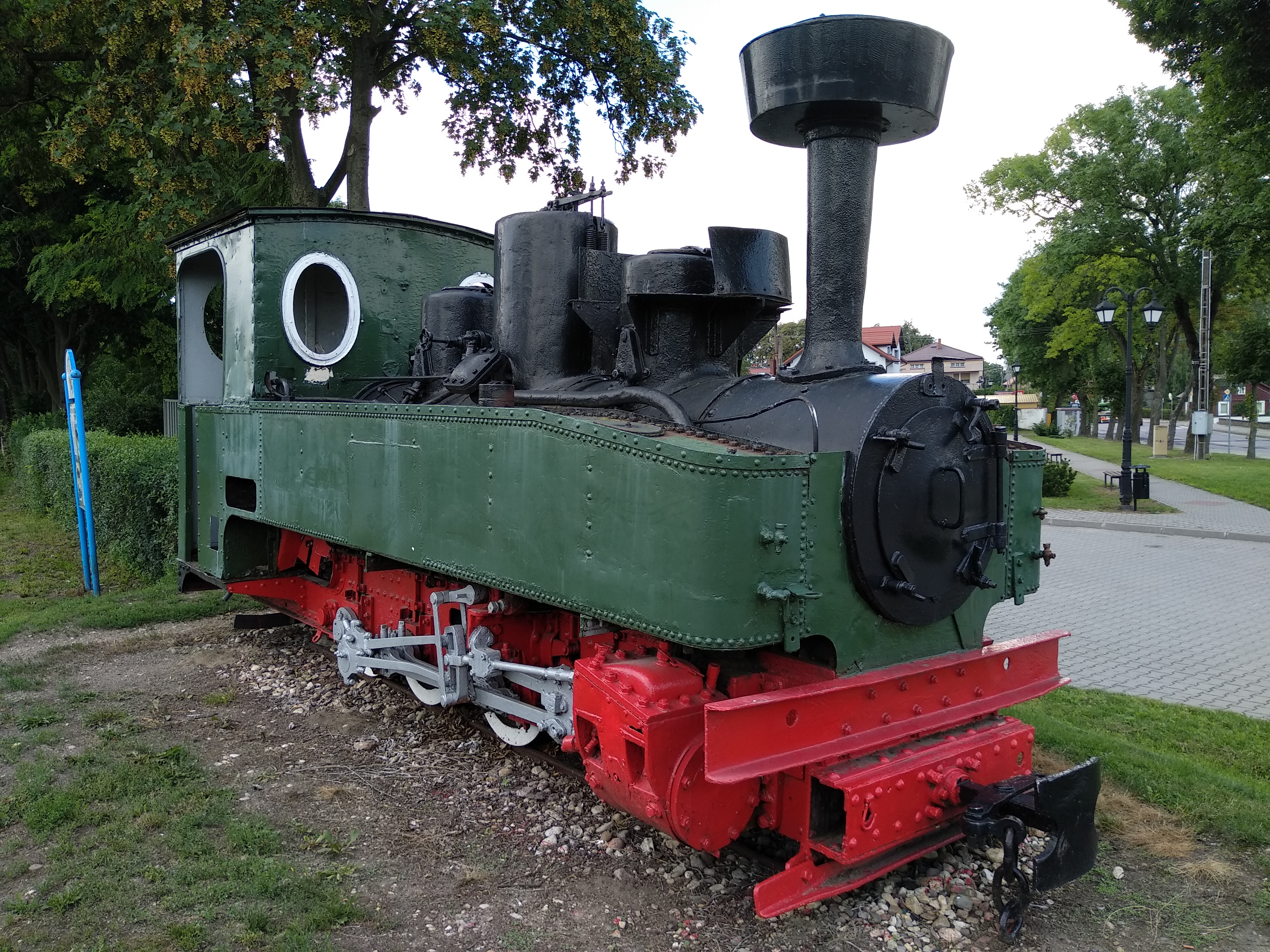
Parowóz HF

- kościół parafialny pod wezw. św. Achacjusza i Towarzyszy, ceglany, późnogotycki, jednonawowy z prosto zamkniętym prezbiterium. Patronami szlacheckimi kościoła byli Jastrzębce Czerniccy. Kościół wzniesiony po 1514 o czym świadczy wzmianka o legacie na budowę. W 1856 remontowany. W 1915 podpalony i uszkodzony. W wyniku odbudowy przekształcono zakrystię i elewację zachodnią. Charakterystyczny przykład mazowieckiego późnego gotyku, z wolno stojącą dzwonnicą. Szczyt powtórzono w kościele Bernardynów w Przasnyszu.
- Zabytkowa lokomotywa wąskotorowa pozostałość Mławskiej Kolei Dojazdowej.
- na cmentarzu pomnik na mogile żołnierzy Mazowieckiej Brygady Kawalerii „Armii Modlin” poległych we wrześniu 1939[8]